# Liderazgo juvenil
El liderazgo juvenil es la práctica de los adolescentes o jóvenes ejerciendo autoridad sobre sí mismos u otros.
El concepto de liderazgo juvenil ha sido desarrollado en base a una teoría del desarrollo juvenil en la que los jóvenes adquieren las habilidades y el conocimiento necesarios para liderar el compromiso cívico,también es el conjunto de habilidades gerenciales o directivas que un individuo tiene para influir en la forma de ser de las personas o en un grupo de personas determinado, haciendo que este equipo trabaje con entusiasmo, en el logro de metas y objetivos. la reforma educativa y actividades de organización comunitaria.  Innumerables programas en todo el mundo buscan enseñar a las personas jóvenes habilidades particulares asociadas con el liderazgo, particularmente aquellos programas asociados con la voz juvenil o el empoderamiento juvenil.  El liderazgo juvenil hoy e día esta tomando mucha fuerza en cada región de varios países, por ello esto es esencial para cada adolescente.

### Ejemplos
- 4-H
- AIESEC Internacional
- Air Training Corps
- Amigos de las Américas
- Centro de Liderazgo Juvenil de Bangladés
- Boys &amp; Girls Clubs de America
- Boy Scouts de América
- CADE Universitario
- Consejo de Liderazgo Juvenil del Congreso
- Girl Scouts de los Estados Unidos
- Instituto del Gobernador de Vermont sobre Temas Actuales y Activismo Juvenil
- Aventuras de Liderazgo Global
- Fundación Halogen
- Conferencia Internacional de Liderazgo Juvenil
- Cuerpo de Entrenamiento de Oficiales Junior de la Reserva
- Instituto Nacional Hispano
- Consejo Nacional de Liderazgo Juvenil
- Foro Nacional de Liderazgo Juvenil
- Formación Nacional de Liderazgo Juvenil (BSA)
- Fundación Oaktree
- Asociación de Jóvenes Palestinos para el Liderazgo y la Activación de sus Derechos
- Juventud de la Cruz Roja[3]
- Rotary Youth Leadership Awards
- Spirit of Enniskillen Trust
- Acción Católica Estudiantil
- Toastmasters International
- Programa de Desarrollo de Liderazgo White Stag (BSA)
- Asociación Mundial de Guías Scouts
- Organización Mundial del Movimiento Scout
- WYSE Internacional
- Young Foundation
- Fundación Joven de la India